# Aeroportul Adıyaman
Aeroportul Adıyaman (IATA: ADF, ICAO: LTCP) este un aeroport din Provincia Adıyaman, Turcia ce deservește zona Adıyaman. Aeroportul a fost tranzitat în 2022 de 182.424 de pasageri. A fost deschis în 1998 și numit după zona deservită.
Situat la o altitudine de 675 m, aeroportul dispune de o singură pistă. Este operat de General Directorate of State Airports (Turkey)⁠(d).